# Uškrcení

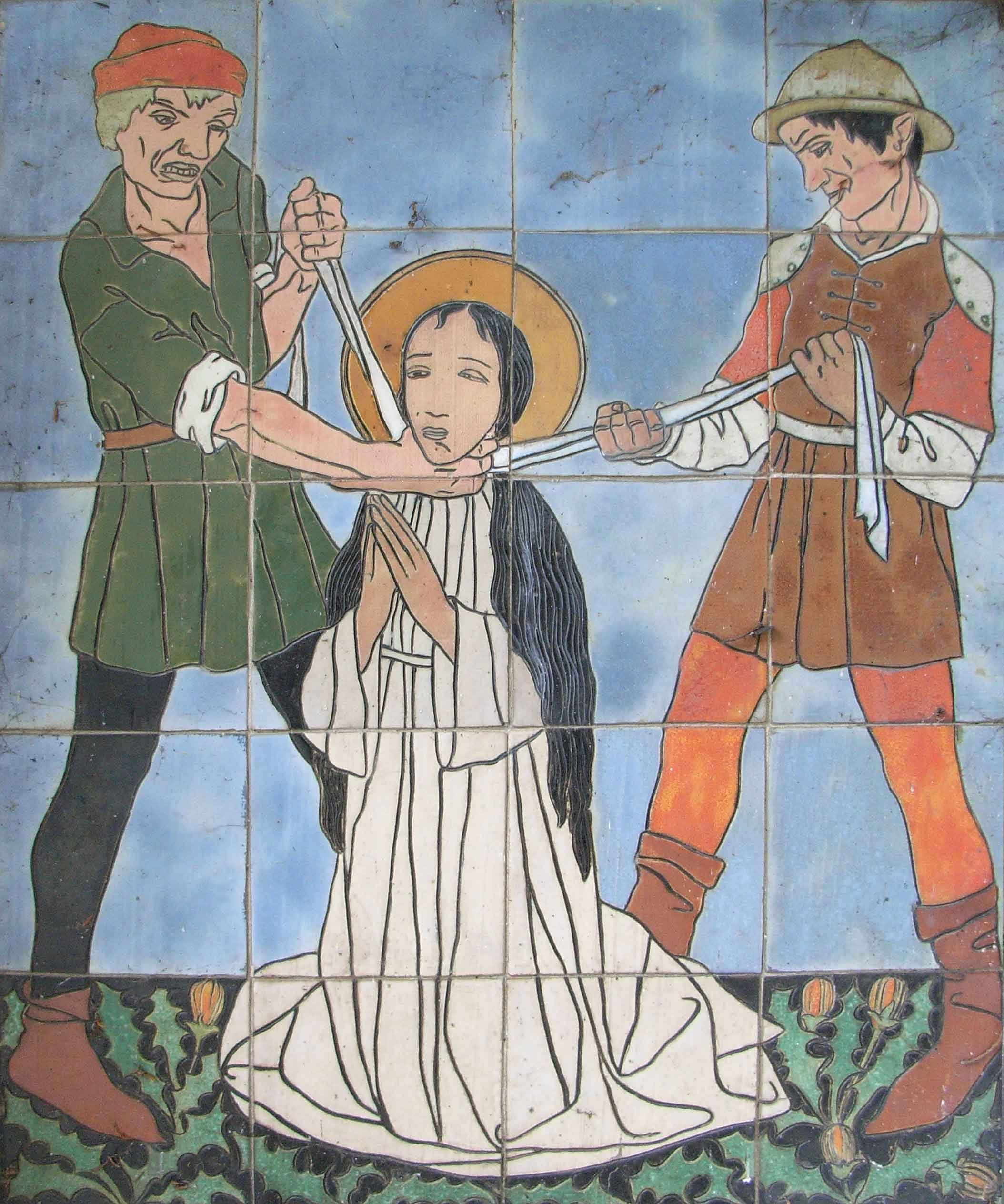
Uškrcení svaté Godelevy

Při uškrcení je krk oběti stažen škrtidlem, přičemž tah škrtidla vykonává sama oběť (sebevražda), pachatel (vražda) nebo předmět (sebevražda, vražda, nehoda). Smrt při uškrcení nastává podobným způsobem jako při oběšení, tedy spolupůsobením:
- podráždění bloudivého nervu
- stlačení krkavic a tím zamezení toku krve do mozku
- uzavření dýchacích cest

Obvykle není zcela uzavřen hrtan a smrt při škrcení tak trvá déle než při oběšení. 
Nejčastější příčinou uškrcení je vražda, možná je i sebevražda. Nehody jsou poměrně vzácné. V některých zemích se používala i poprava na stroji, který odsouzeného uškrtil, Garota.